# Kostel Nejsvětější Trojice (Vladislav)
Kostel Nejsvětější Trojice ve Vladislavi je sakrální stavbou, jež byla prohlášena za nemovitou kulturní památku. Kostel je farním pro Římskokatolickou farnost Vladislav.

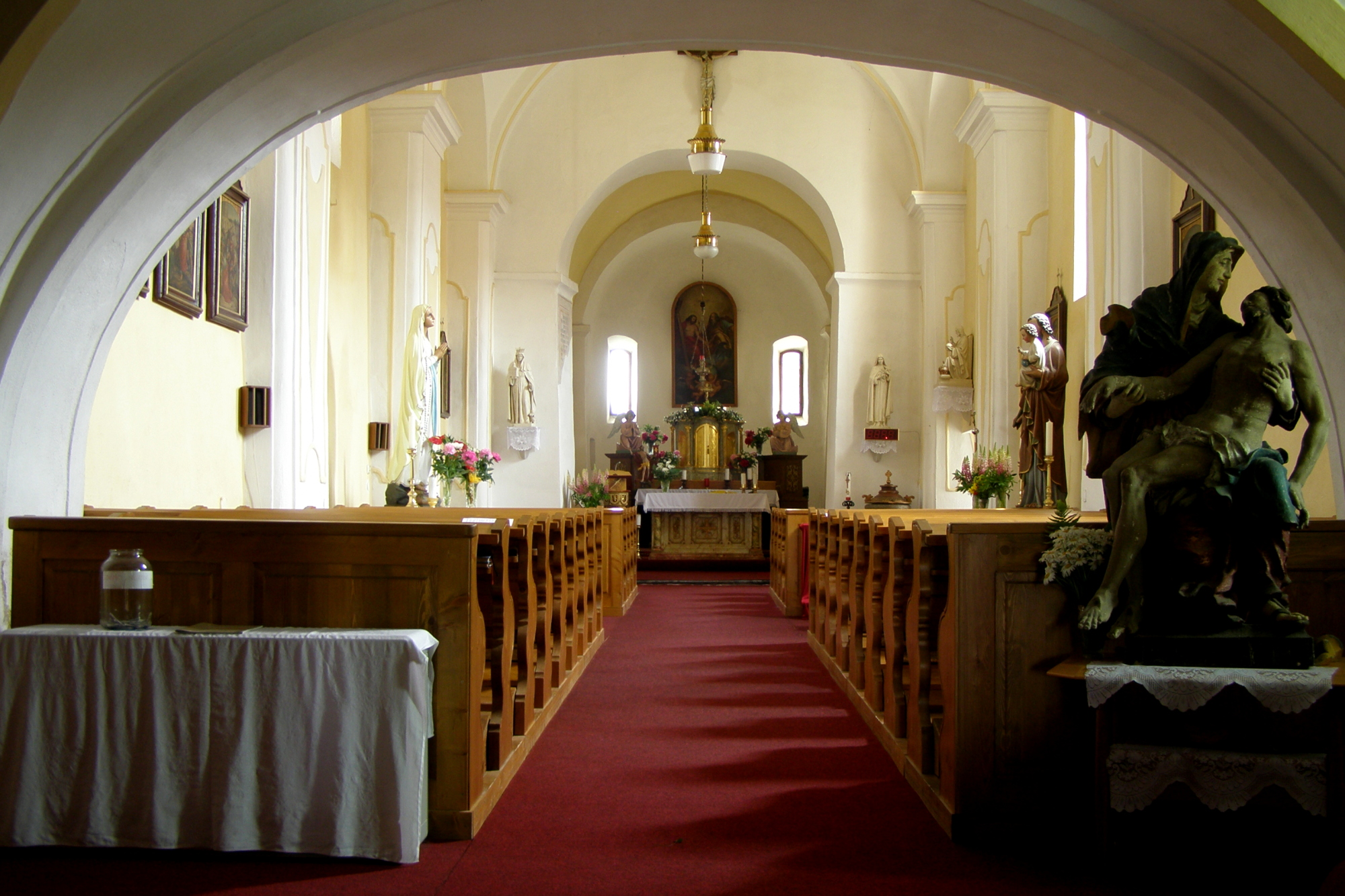
Loď kostela

## Stavební historie
Nejstarší částí kostela je románský presbytář zakončený půlkruhovou apsidou. Na nejranější období románského slohu (2. pol. 11. století) ukazují valená klenba, prostá římsa a mohutné zdivo zužující se vzhůru. Chrámová loď je z doby baroka, avšak vchod z podkruchtí je gotický, takže i v gotické době kostel zaznamenal stavební úpravy. V této době byla připojena i věž, protože schody, které na ni vedou, mají gotický vchod. Měla však jen kamennou dolní část, horní část – zvonice – byla zřejmě dřevěná. V době renesanční se nahrazovaly dřevěné zvonice kamennými věžemi. Věže typu vladislavské mají původ v 2. pol. 16. století. Jejich vzorem je krásná renesanční věž na moravskokrumlovském zámku. V této oblasti je takových věží (ale zjednodušených) více. Např. Jamolice, Dolní Dubňany a také Valeč, která je blízkým sousedem Vladislavi.
Za třicetileté války zůstal kostel ve Vladislavi ve velice špatném stavu. Opravy se dočkal roku 1680, a to ve slohu barokním. Zřejmé jsou i pozůstatky baroka: klenba nad chrámovou lodí s čtyřmi kopulovitými klenebními poli. Dále byla změněna gotická okna v dnešní tvar, bylo změněno románské okno za oltářem a také okno v kněžišti. Kostel byl přifařen ke kostelu sv. Martina z Tours v Třebíči.
Nová farnost vznikla teprve v roku 1727 a fara byla obnovena v roku 1859. Proto bylo vybavení kostela nehodnotné a laciné. Byly však i nějaké výjimky:
- Zvony. Větší zvon ulil mistr Ondřej Hirschermaier roku 1635. Menší zvon byl ulit roku 1699 a je na něm obraz Panny Marie a sv. Vojtěcha. Má na sobě nápis: „Od moru, hladu, války a ohně vysvoboď nás Panne“.

- Dalším vybavením kostela je mešní kalich. Podle písemných záznamů pochází z 18. století a patřil opatu z Göttweigu v Rakousku. Kalich je gotický, avšak původ může mít už v 15. století. Třebaže zahrnuje oba slohy gotický a barokní, poutá svojí starobylostí a uměleckou ušlechtilostí.

- Poslední pamětihodností kostela je 6 měděných svícnů, pocházejících z přelomu 18. a 19. století.

## Farní budova

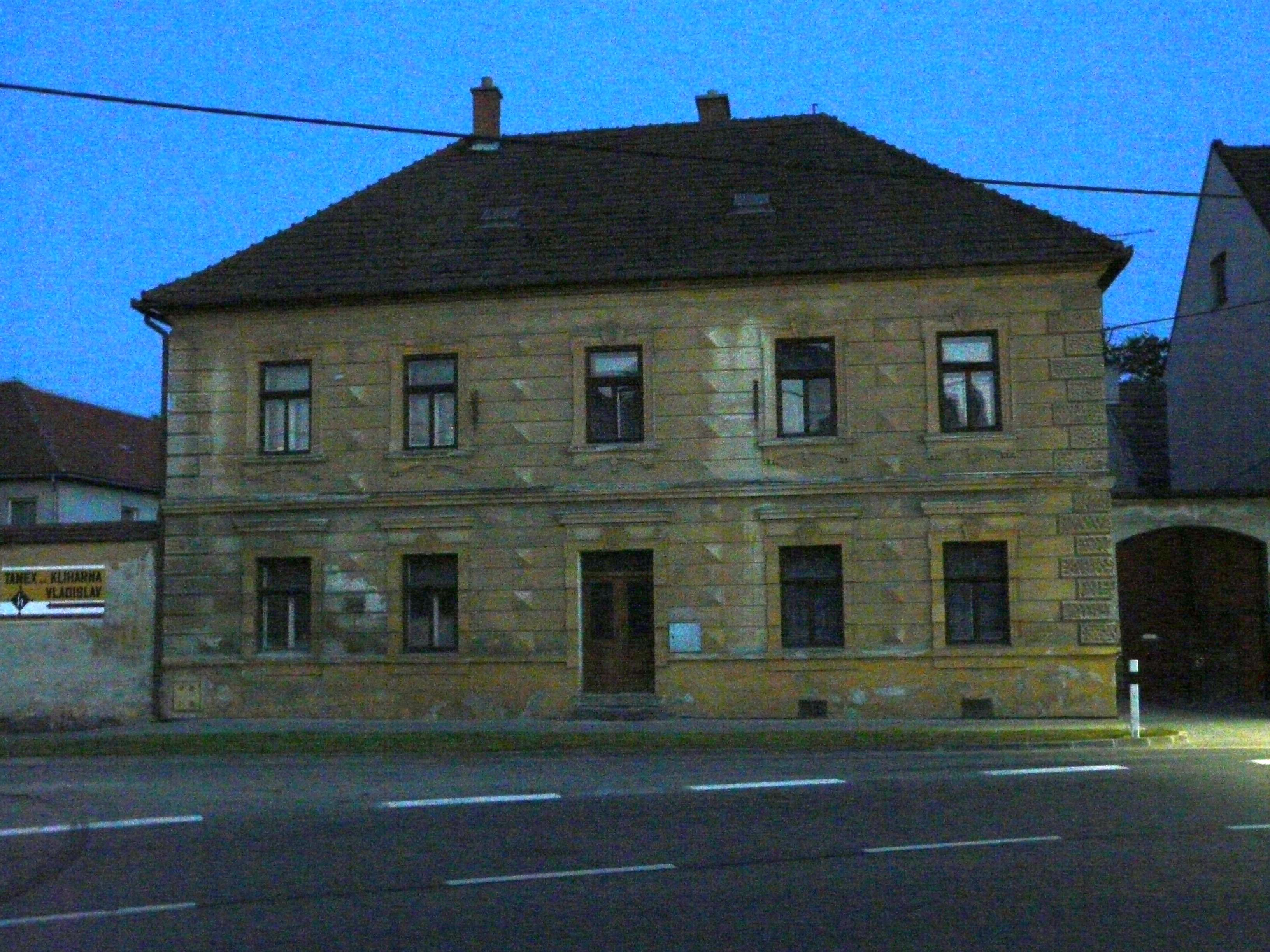
Fara

Fara ve Vladislavi se připomíná v listinách poprvé r. 1358.
Za třicetileté války budova fary chátrala a v roce 1674 byla zbořeništěm. V roce 1728 zde byla zřízena lokálie a postavila se nová budova. Ta měla 2 pokoje a 1 kuchyň a byla pokryta šindelem. Vedle fary stálo hospodářské stavení, které k ní patřilo. K tomuto statku patřila také kůlna a stodola. Tuto stodolu vladislavskému faráři Petru Klimentovi daroval 9. dubna 1858 děkan Jan Janoušek. V roce 1843 byla fara podle P. Šírka (vladislavského kněze) nazývána domem bídným. Proto se v roce 1867 začalo se stavbou nové fary i se studnou. Základní kámen byl položen 8. května 1867.